# 서문경
서문경(西門慶)은 중국의 사대기서인 《수호전》과 《금병매》에 등장하는 인물이다. 산동성 청하현에서 약방을 운영하는 호상(豪商)이며, 상재(商才)가 뛰어난 인물로 설정되어 있다.

## 수호전에서
《수호전》에서는 돈과 권력을 휘두르는 호상으로 등장한다. 고향으로 돌아오는 길에 호랑이를 퇴치한 무송이 집에 돌아오자 무송의 형 무대랑(武大郞)의 아내 반금련이 무송을 유혹하려 하지만 무송은 그것을 쳐낸다. 이후 무송은 상사의 명에 따라 출장을 가게 되고, 집을 비우는 동안 형에게 반금련을 조심하라고 충고한다. 그러나 반금련은 엉뚱한 계기로 서문경을 알게 되고 정을 맺게 된다. 서문경은 반금련과 공모하여 무대랑을 살해하고 곧 화장해 버린다. 무송은 귀환 후 형의 죽음을 알고, 검시를 한 하구숙(何九叔)으로부터 무대랑의 뼛조각을 받아 반금련과 서문경이 공모하여 무대랑을 죽였음을 깨닫고 두 사람을 붙잡아 형을 모신 제단 앞에서 반금련과 서문경 두 사람을 죽인다. 원수를 갚은 무송은 이를 자수하여 유배생활을 하다가 여러 과정을 거쳐 양산박에 입산한다.

## 금병매에서
《금병매》에서는 무송이 서문경을 잡으러 간 주루(酒樓)에서 잘못되어 엉뚱한 사람을 죽여 버리고 그 때문에 유배를 가게 됨으로써 서문경은 살아난다. 그리고 반금련은 서문경의 다섯 번째 부인으로서 서문경의 집에 들어가게 된다. 서문경은 자신의 지위를 반석으로 삼기 위해 관리들과도 손을 잡고 권세를 떨치게 된다. 그러나 집안에서는 반금련이 사고뭉치로 각종 사건을 몰고 다니며 뒤처리에 바쁘다. 여섯 번째 부인으로 집에 들인 이병아가 아들을 낳지만, 반금련의 괴롭힘에 의해 그 아이가 죽게 되는 사건도 일어난다. 그리고 최후에는 반금련이 과다하게 먹인 최음약으로 인해 정력이 과다해져 음경의 유혈이 그치지 않아 죽고 만다. 그날은 마침 정실부인인 오월랑이 서문경의 아이(남자아이)를 출산한 날이었다.

## 같이 보기
- 수호전
- 금병매
- 반금련
- 무송